# Ewa Janicka
Ewa Janicka – polska aktorka teatralna związana z teatrem Cricot 2 Tadeusza Kantora.
Obecnie współprowadzi klub muzyczny w Krakowie.

## Spektakle
- 1984: Wielopole, Wielopole – ciotka Józka
- 1988: Niech sczezną artyści – świętoszka
- 1990: Nigdy tu już nie powrócę – kobieta z łapką na szczury
- 1991: Dziś są moje urodziny – Maria Jarema